# Страуди, Симон
Симон Страуди (итал. Simon Straudi; родился 27 января 1999 года, Брунико, Италия) — итальянский футболист, защитник австрийского футбольного клуба «Аустрия (Клагенфурт)».

## Карьера
Симон Страуди — воспитанник «Зюйдтироля». 1 июля 2016 года перешёл в «Вердер». За «Вердер II» дебютировал в матче против «Вольфсбург II». Свой первый гол забил в ворота «Ольденбурга». Всего за «Вердер II» сыграл 49 матчей, где забил 4 мяча и отдал 3 голевых передачи.
5 октября 2020 года был отдан в аренду в «Аустрию (Клагенфурт)». Дебют за клуб состоялся 23 октября в матче против «Лафница». В матче против «Юниорс» получил красную карточку. Всего за клуб сыграл 28 матчей, где отдал 3 голевые передачи.
7 июля 2022 года вернулся в «Аустрию (Клагенфурт)» на правах свободного агента. Свой первый матч после возвращения сыграл против футбольного клуба «ЛАСК». За резервную команду дебютировал в матче против «Ферлаха». 13 марта 2023 года разорвал мышечный пучок и выбыл на 48 дней, а 25 мая — боковую связку колена.

## Личная жизнь
У него есть брат Фабиан, который также является футболистом.